# Prix March of Dimes
Le prix March of Dimes en biologie du développement ("March of Dimes Prize for Developmental Biology ", renommé depuis 2017 March of Dimes et Richard B. Johnston, Jr., MD Prize in Developmental Biology à la mémoire de Richard B. Johnston, l'ancien directeur médical of March of Dimes) est un prix scientifique décerné par l'association caritative américaine March of Dimes. Le prix est annuel et est doté de 150 000 $ depuis 2019. De plus, les lauréats reçoivent une médaille d'argent sur le modèle d'une pièce de dix cents à l' effigie de Franklin D. Roosevelt, fondateur de la March of Dimes (Marche des dix sous) .

Il récompense des scientifiques dont les travaux ont permis des avancées majeures dans la compréhension de l'origine des malformations congénitales. Six des 39 lauréats ont également reçu un prix Nobel de physiologie ou de médecine par la suite (situation début 2021).

## Lauréats
Liste des lauréats
- 1996 Béatrice Mintz, Ralph L. Brinster
- 1997 Walter J. Gehring, David S. Hogness
- 1998 Avant Solter
- 1999 Martin J. Evans (Prix Nobel 2007), Richard L. Gardner
- 2000 H. Robert Horvitz (Prix Nobel 2002)
- 2001 Corey S. Goodman, Thomas M. Jessell
- 2002 Seymour Benzer, Sydney Brenner (Prix Nobel 2002)
- 2003 Pierre Chambon, Ronald M. Evans
- 2004 Mary F. Lyon
- 2005 Mario R. Capecchi (Prix Nobel 2007), Oliver Smithies (Prix Nobel 2007)
- 2006 Alexandre Varchavski
- 2007 Anne McLaren, Janet Rossant
- 2008 Philip A. Beachy, Clifford J. Tabin[3]
- 2009 Kevin P. Campbell, Louis M. Kunkel
- 2010 Shinya Yamanaka (Prix Nobel 2012)
- 2011 Patricia Ann Jacobs, David C. Page
- 2012 Howard Green, Elaine Fuchs
- 2013 Eric N Olson
- 2014 Huda Zoghbi
- 2015 Rudolf Jaenisch
- 2016 Victor R. Ambros, Gary Ruvkun
- 2017 C. David Allis[4]
- 2018 Allan C. Spradling
- 2019 Myriam Hemberger
- 2020 Susan Fisher
- 2021 Alan W. Flake
- 2022-2023 Patricia Hunt
- 2034 Marisa Bartolomei